# Noticias de la historia general de las Islas de Canaria

Noticias de la historia general de las Islas de Canaria es una de las obras más importantes del polígrafo ilustrado canario José de Viera y Clavijo y constituye la primera publicación de importancia de la historiografía canaria. La obra se publicó gracias a la imprenta madrileña de Blas Román, en cuatro tomos que vieron la luz entre 1772 y 1783. Fue una publicación muy costosa, tanto por el tiempo que el escritor canario dedicó para su redacción como por los costes de su impresión. Es sabido que, para llevar a cabo esta empresa, José Viera y Clavijo contó con el apoyo económico de la Tertulia de Nava, así como del IX marqués de Santa Cruz, pero también ayudaron a financiar los costes de su impresión la isla de Tenerife, a través de su Cabildo, así como el ayuntamiento de San Cristóbal de La Laguna. La Real Sociedad Económica de Amigos del País de Tenerife, de la que Viera y Clavijo fue socio, conserva algunos documentos en su archivo con las cuentas de los gastos de la edición de esta obra.

### Estructura de la obra
Las Noticias de la historia general de las Islas de Canaria, más conocidas en la historiografía como la Historia de Canarias de José Viera y Clavijo, ya que con esta denominación vieron la luz distintas ediciones de la obra hasta nuestros días, es una obra cuya estructura obedece a la propia génesis del proyecto, así como a los avatares de su publicación. El libro consta de cuatro volúmenes, que vieron la luz a lo largo de los once años que transcurrieron entre la publicación del primero y el último. El contenido de los volúmenes sigue, en líneas generales, un orden cronológico, como corresponde con una obra histórica, pero también se intercalan contenidos diversos que interesaron al autor o que consideraba que podían ser de interés de sus lectores.
El primer volumen de la obra consta de seis libros que, a su vez, se dividen en diferentes capítulos, hasta sumar un total de 175 capítulos. En el primer libro, Viera y Clavijo se ocupa de la situación geográfica del Archipiélago Canario, así como de las referencias de las islas en las fuentes escritas de la Antigüedad clásica y de la etimología de las denominaciones de Canarias y las distintas islas, terminando con un capítulo dedicado a la "famosa cuestión" de la legendaria isla de San Borondón. El libro II está dedicado a los orígenes del poblamiento prehispánico de las islas, su economía, cultura, creencias y costumbres, incluyendo una digresión sobre el Garoé, así como la organización política de los aborígenes en las distintas islas. En el libro III, Viera y Clavijo aborda el conocimiento que tuvieron de las Islas Canarias los distintos pueblos de la Antigüedad así como durante la Edad Media, hasta llegar a los inicios de la conquista normanda de las islas de Lanzarote y Fuerteventura. En el libro IV se continúa el relato de la conquista de Jean de Béthencourt y las consecuencias de dicha conquista, incluyendo un elogio final del conquistador normando. El libro V describe la historia de las islas en el periodo posterior a la muerte de Jean de Bethencourt, durante el periodo en que Portugal y Castilla toman conciencia del interés que puede tener su conquista. Finalmente, en el libro VI se inicia la descripción del proceso de la conquista señorial de las islas Canarias y de la conquista realenga de las islas mayores.
El segundo volumen consta de cinco libros (del VII al XI), que agrupan un total de 214 capítulos, y en él se detallan los pormenores de la conquista de las Islas Canarias y diversos acontecimientos históricos hasta la segunda mitad del siglo XVIII. En el libro VII, Viera y Clavijo describe las principales biografías de los primeros señores de las islas y la conquista de Gran Canaria. El libro VIII lo dedica, entre otros contenidos, a la narración de la conquista de las islas de La Palma y las primeras escaramuzas en Tenerife. Por su parte, el libro IX aborda los acontecimientos que transcurrieron durante la conquista de la isla de Tenerife, entre otros aspectos que intercala en algunos capítulos, a modo de digresiones, como sucede a lo largo de toda la obra. En el libro X, el autor narra la historia de Lanzarote y sus instituciones, desde la conquista hasta 1762, incluyendo información sobre las erupciones del volcán Timanfaya, en 1730 y 1738. Finalmente, el libro XI lo dedica a la narración de la historia de Fuerteventura, su gobierno e instituciones, desde la conquista hasta la segunda mitad del siglo XVIII.
Por su parte, el tercer volumen de la obra incluye cuatro libros (del XII al XV) y 230 capítulos, además de tres anexos finales. En el libro XII, Viera y Clavijo describe la historia de La Gomera y sus instituciones, desde comienzos del siglo XVI hasta la segunda mitad del XVIII. En los siguientes libros, describe la historia política y las instituciones, así como diversos acontecimientos desarrollados en las islas de Tenerife y Gran Canaria, y en menor medida en La Palma, siguiendo un orden cronológico, en el que se alternan algunos capítulos con digresiones sobre cuestiones diversas. En los anexos finales de este tercer volumen, Viera y Clavijo incluye los catálogos de los capitanes y comandantes generales de Canarias, ordenados cronológicamente; de los regentes de la Real Audiencia de Canarias, y de los gobernadores, corregidores y capitanes a guerra de Tenerife y La Palma, también ordenados cronológicamente, desde la conquista de las islas hasta 1775.
Finalmente, el cuarto y último volumen de la obra está organizado en cuatro libros (del XVI al XIX) y 193 capítulos, e incluye además dos anexos y un apéndice final con diversos documentos. El libro XVI centra su atención en la historia religiosa en el archipiélago, y en él incluye algunos capítulos preliminares dedicados a la religión de las poblaciones indígenas, así como a las legendarias predicaciones de algunos santos que refieren algunos cronicones y los primeros viajes de misioneros europeos conocidos por las fuentes. El libro XVII está dedicado a la historia de la catedral de Canarias y sus prebendados y beneficiarios, así como de algunos templos más significativos del archipiélago, cono la catedral de Santa Ana, el templo de Nuestra Señora del Pino de Teror o la Iglesia de la Concepción de La Laguna, entre otras. El libro XVIII recoge la historia de las fundaciones de las distintas órdenes religiosas que se instalaron en las Canarias, así como la historia de sus conventos y colegios. Finalmente, el libro XIX lo dedica Viera y Clavijo a una biblioteca de los autores canarios, ordenados alfabéticamente desde el primero (Abreu, Fray Andrés de) hasta el último (Zabala y Moreno, Blas). Este volumen se cierra con cuatro anexos finales a la obra: el primero es un catálogo cronológico de los obispos de Canarias, ordenados cronológicamente; sigue a este un anexo con la transcripción de una veintena de bulas y documentos religiosos relativos a la historia religiosa del archipiélago; un catálogo de los gobernadores de Gran Canaria desde la conquista hasta el establecimiento de los capitanes generales a comienzos del siglo XVII, y finalmente la transcripción de varias cédulas relativas a la creación y ordenamiento de la Audiencia de Canarias.